# Luis García Montero

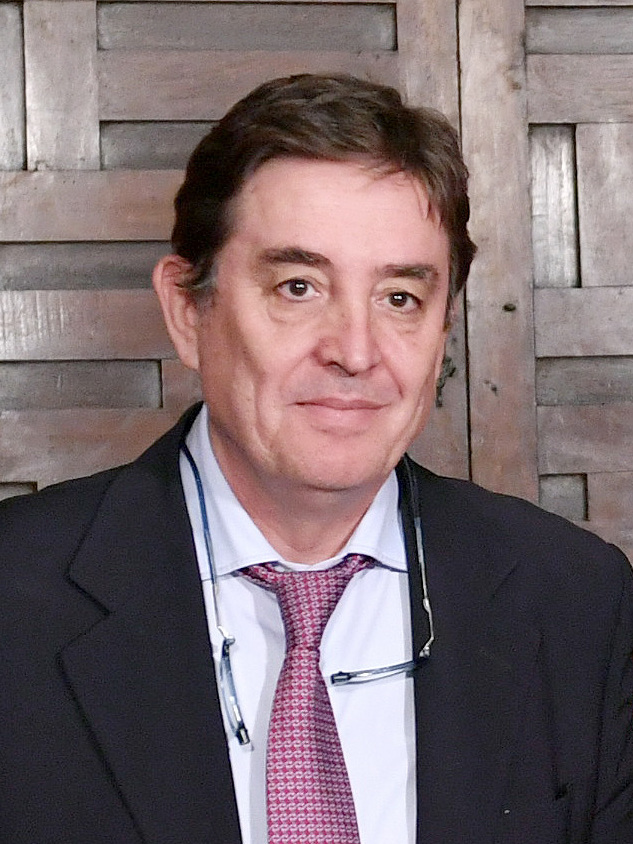
Luis García Montero (Mai 2022)

Luis García Montero (* 4. Dezember 1958 in Granada) ist Dichter, Literaturkritiker, Essayist und Dozent spanischer Literaturen an der Universität Granada. Er zählt zu der Generación de los ochenta (zu Dt.: Generation der 80er), auch Postnovísimos genannt, die sich innerhalb des Strömung der Erlebnislyrik bewegt. Seit 2018 ist García Montero Leiter des Instituto Cervantes.

## Leben
Luis García Montero wurde 1958 als Sohn von Luis García López und Elisa Montero Peña in Granada geboren. Er war zunächst Schüler eines Piaristenkollegs und studierte anschließend Philosophie und Literatur an der Universität Granada, wo er Schüler von Juan Carlos Rodríguez Gómez, einem spanischen Gesellschaftsliteraturkritiker, war. Nach seinem Abschluss im Jahr 1980 promovierte er fünf Jahre später zu Rafael Alberti mit dem Dissertationstitel „La norma y los estilos en la poesía de Rafael Alberti“. Mit diesem Lyriker der Generación del 27 pflegte er eine enge Freundschaft und vervollständigte dessen Ausgabe zur Poesía completa.
1981 fing er an, an der Universität Granada zu lehren. Für sein Werk El jardín extranjero erhielt er 1982 den Premio Adonáis de Poesía, einen jährlich verliehenen Preis für spanischsprachige Poesie. Er verfasste seine Abschlussabhandlung im Jahr 1984 mit dem Titel „El teatro medieval. Polémica de una inexistencia“.
Er gehörte der Dichtergruppe „la otra sentimentalidad“ an, einer Strömung in der zeitgenössischen spanischen Lyrik, die nach ihrem ersten Werk benannt wurde, an dem 1983 auch die Dichter Javier Egea und Álvaro Salvador beteiligt waren. Die Poetik der Gruppe spiegelt sich vor allem in diesem kurzen Buch und in geringerem Maße in dem Manifiesto albertista (1982) von Luis García Montero und Javier Egea wider. Die Entwicklung des Genres führte allmählich zu dem, was später als „Erlebnislyrik“ bekannt wurde.
Seit seiner frühen Jugend war er Mitglied der spanischen kommunistischen Partei und seit ihrer Gründung gehörte er dem linken Bündnis Izquierda Unida an. Bei den Europawahlen 2004 stellte er sich auf der Liste für das Bündnis zur Wahl. Bei den spanischen Parlamentswahlen 2011 unterstützte er die Kandidatur der Untergruppierung der Izquierda Unida. Im Oktober 2012 wurde bekannt, dass er eine Schlüsselposition in der in die Izquierda Unida integrierte und von Gaspar Llamazares sowie Montse Muñoz geführte Izquierda Abierta einnehmen würde.
Bei den Wahlen 2015 nominierte ihn die Izquierda Unida als Kandidaten für die Präsidentschaft der autonomen Gemeinschaft Madrid, aber seine Kampagne scheiterte und die Partei verlor ihre 13 Abgeordneten im Regionalparlament.
Im März 2016 feierte der Dokumentarfilm „Aunque tú no lo sepas. La poesía de Luis García Montero“ unter der Produktion von Charlie Arnaiz und Alberto Ortega unter Beteiligung von TVE und Canal Sur sein Debüt auf dem Filmfestival Málaga. Er stellt eine Annäherung an sein Leben und Werk dar, mithilfe von Persönlichkeiten wie den Musikern Joaquín Sabina, Joan Manuel Serrat, Miguel Ríos, Quique González, Ismael Serrano, den Schriftstellern Almudena Grandes, Felipe Benítez Reyes und Benjamín Prado, der Journalistin Àngels Barceló, dem Schauspieler Juan Diego Botto und weiteren.
Von 1994 bis zu ihrem Tod 2021 teilte er sein Leben mit der Schriftstellerin Almudena Grandes. Mit ihr hat er drei Kinder.
Am 20. Juli 2018 genehmigte der Ministerrat seine Ernennung zum Direktor des Instituto Cervantes, woraufhin García Montero sein Amt am 1. August antrat.

## Kontroversen
Am 22. Oktober 2008 wurde Luis García Montero in einem Verleumdungsprozess gegen José Antonio Fortes, Professor an der Universität Granada, verurteilt. In einem in El País veröffentlichten Artikel bezeichnete der Dichter aus Granada Fortes als "geisteskrank", weil dieser behauptet hatte, Lorcas Poesie habe als ideologischer Nährboden für die Poesie des Faschismus gedient. In anderen Schriften hatte Fortes Francisco Ayala, Antonio Muñoz Molina, Joaquín Sabina, Gustavo Adolfo Bécquer und Rafael Alberti als faschistische oder dem Kapitalismus ergebene Schriftsteller verunglimpft. Richter Miguel Ángel Torres Segura – unter anderem Richter im Malaya-Fall der städtischen Korruption – verurteilte Luis García Montero zu einer Geldstrafe von 1.800 € und weitere 3.000 € an Professor Fortes wegen schwerer Verleumdung mit Öffentlichkeitsbezug. Der Dichter bezeichnete Fortes als „unanständigen Trottel“ und „geisteskrank“ und nannte ihn bei einem Treffen mit anderen Lehrstuhlmitgliedern unter anderem einen „Dreckskerl“. Obwohl er für die zahlreichen institutionellen und persönlichen Solidaritätsbekundungen dankbar war, kündigte García Montero kurz darauf seine Beurlaubung von seinem Posten als Professor an der Universität Granada an, wo er 1981 als Dozent angefangen hatte. Ein Jahr später trat er zurück, weil er die Atmosphäre am Universitätslehrstuhl „unerträglich“ fand.
Eine weitere Kontroverse entstand 2012, als die Jury des Premio de Poesía „Ciudad de Burgos“ unter dem Vorsitz von García Montero von den Vorentscheidern des Preises kritisiert wurde, weil er in letzter Minute zwei Gedichte in den Wettbewerb aufnahm, die in der Vorauswahl abgelehnt worden waren und von denen eines schließlich den Preis gewann. Über diese Kontroverse wurde in mindestens drei spanischen Zeitungen berichtet. So titelte Diario de Burgos „Una polémica decisión del jurado cuestiona la limpieza del Premio ’Ciudad de Burgos’“ (zu dt.: Eine kontroverse Entscheidung des Jurors stellt die Sauberkeit des Preises „Burgos Stadt“ in Frage), während El Correo de Burgos schrieb: „La polémica se sirve en verso“. Auch El Ideal de Granada berichtete darüber mit der Überschrift: „Polémica en el premio 'Ciudad de Burgos', otorgado al poeta granadino Daniel Rodríguez Moya“ (zu dt.: Kontroverse um den Preis 'Ciudad de Burgos', der dem Dichter Daniel Rodríguez Moya aus Granada verliehen wurde).

## Werk
Die „Erlebnislyrik“ zeichnet sich durch eine allgemeine Tendenz aus, das höchstpersönliche Selbst in der kollektiven Erfahrung zu verwässern und sich von der stilistischen und thematischen Individualität der Novísimos, die ihr vorausgingen, abzugrenzen. García Montero und seine Gruppe versuchten jedoch, an die frühere poetische Tradition anzuknüpfen, indem sie die Postulate von Luis Cernuda und Jaime Gil de Biedma aufgriffen und versuchten, die Ästhetik Antonio Machados und das Denken der Generation der 1950er Jahre sowie den Surrealismus und die eindrucksvollen Bilder der Dichter des spanischen Barock oder von Juan Ramón Jiménez miteinander zu verbinden.
Das hervorstechendste Merkmal von Luis García Montero ist der historisch-biografische Narrativismus seiner Gedichte, eine fast theatralische oder romaneske Struktur mit einer Figur oder einem Protagonisten, der seine Geschichte durch Erinnerung, Rückbesinnung oder Sehnsucht erzählt bzw. lebt. Seine Lyrik zeichnet sich durch Alltagssprache und Reflexionen ausgehend von alltäglichen Begebenheiten oder Situationen.

### Gedichtssammlungen
- Y ahora ya eres dueño del Puente de Brooklyn, Granada, Universidad (colección Zumaya), 1980, Premio Federico García Lorca.
- El jardín extranjero, Madrid, Rialp, 1983, Premio Adonáis; ... Poemas de Tristia, Madrid, Hiperión, 1989.
- Rimado de ciudad, Ayuntamiento de Granada, 1983.
- Égloga de dos rascacielos, Granada, Romper el Cerco, 1984; 2. Auflage: Madrid, Hiperión, 1989.
- En pie de paz, Granada, Ediciones del Comité de Solidaridad con Centroamérica, 1985.
- Diario cómplice, Madrid, Hiperión, 1987.
- Las flores del frío, Madrid, Hiperión, 1990.
- Habitaciones separadas, Madrid, Visor, 1994, Premios Loewe y Nacional de Literatura.
- Quedarse sin ciudad, Palma de Mallorca, Monograma, 1994.
- Completamente viernes, Barcelona, Tusquets, 1998.
- La intimidad de la serpiente, Barcelona, Tusquets, 2003, Premio Nacional de la Crítica.
- Vista cansada, Madrid, Visor, 2008.
- Un invierno propio, Madrid, Visor, 2011.
- A puerta cerrada, Madrid, Visor, 2017.

### Essays und Artikelsammlungen (Auswahl)
- La puerta de la calle, Pre-Textos, Valencia, 1997.
- La casa del jacobino, Hiperión, Madrid, 2003.
- Almanaque de fabulador, Tusquets, Barcelona, 2003.
- Confesiones poéticas, Granada, Diputación Provincial, 1993.
- El realismo singular, Bilbao, Los Libros de Hermes, 1993.
- Aguas territoriales, Valencia, Pre-Textos, 1996.
- Inquietudes bárbaras, Barcelona, Anagrama, 2008.
- Las palabras rotas, Madrid, Alfaguara, 2019.

### Prosa
- Luna en el sur, Sevilla, Renacimiento, 1992, libro de evocaciones narrativas sobre su infancia.
- La mudanza de Adán, Madrid, Anaya, 2002, cuento juvenil.
- Mañana no será lo que Dios quiera, Madrid, Alfaguara, 2009, Premio del Gremio de Libreros al Mejor libro de 2009, Biografie des Dichters Ángel González (1925–2008).
- Una forma de resistencia, Madrid, Alfaguara, 2012.
- No me cuentes tu vida, Barcelona, Planeta, 2012, reflexión sobre la historia reciente de España, a través de tres generaciones.
- Alguien dice tu nombre, Madrid, Alfaguara, 2013.

## Auszeichnungen
- 1982 – Premio Adonáis de Poesía für El jardín extranjero.
- 1994 – Premio Loewe für Habitaciones separadas.
- 1995 – Premio Nacional de Poesía für Habitaciones separadas.
- 2002 – Medalla de Andalucía
- 2003 – Premio Nacional de la Crítica für La intimidad de la serpiente.
- 2008 – Premio Federico García Lorca
- 2009 – Premio Andalucía de la Crítica für Vista cansada.
- 2010 – Premio Poetas del Mundo Latino für sein Lebenswerk.[1]
- 2017 – Hijo Predilecto de Andalucía
- 2017 – Premio Ramón López Velarde.
- 2020 – Honoris Causa por Universidad Nacional de San Agustín.
- 2024 – Premio Carlos Fuentes[15]

## Interviews und Reportagen über Luis García Montero
- "Entrevista radiofónica". Señales de Humo. 17. Juni 2007.
- Rojo, Miguel Ángel (25. Juni 2008). "Luis García Montero, poeta: 'He creído en ideas que hoy veo un poco encogidas'". El Correo.
- Marín Abeytua, Diego (25. Juni 2008). "Luis García Montero: 'No me gustaría dejar de escribir a los 50'". La Rioja.
- Abril, Juan Carlos; Candel Vila, Xelo, Hrsg. (2009). El romántico ilustrado. Imágenes de Luis García Montero. Sevilla: Renacimiento.
- "Entrevista". Universidad Internacional Menéndez Pelayo. 21. Juli 2009.
- "Videoentrevista". Espacio de Libros. Oktober 2012.
- Romera Castillo, José (2. November 2015). "'Luis García Montero, poeta y escritor'". Sin distancias (RNE-3). Archiviert aus dem Original vom 2. November 2015.
- Arcaya, Carlos (21. Oktober 2016). "Luis García Montero: 'No le hubiera dado el Nobel a Bob Dylan'". Cadena SER.
- Romera Castillo, José (26. und 28. Juli 2019). "La escritura de Luis García Montero a examen". UNED (TVE-2). Archiviert aus dem Original vom 26. Juli 2019.
- Website des Dokumentarfilms.